# Juan A. Baptista
Juan Alfonso Baptista, właściwie Juan Alfonso Baptista Díaz, znany również jako „El Gato” (ur. 9 września 1976 w Caracas) – wenezuelski aktor telewizyjny i filmowy, model.

## Życiorys

### Wczesne lata
Urodził się w Caracas. Wychowywał się z bratem Miguelem i siostrą Adrianą. Po ukończeniu szkoły podstawowej przy Colegio Santo Tomás de Villanueva, uczęszczał do szkoły średniej przy Instituto Escuela Chaves. 
Mając 13 lat odkrył swoją pasję do piłki nożnej. Dwukrotnie zdobył tytuły najskuteczniejszego bramkarza w młodzieżowych pucharach świata Mundialitos, a ponieważ rzucał się na piłkę jak kot na mysz otrzymał pseudonim „El gato”. Zdobył stypendium, dzięki któremu podjął studia stomatologiczne na Universidad Santa María oraz poznawał tajniki reklamy w Instituto Nuevas Profesiones. Porzucił studia na piątym semestrze na rzecz treningów i kręcenia reklamówek, m.in. Coca-Coli i fast foodów Burger Kinga. Następnie ukończył kursy gry aktorskiej i tańca. 

### Kariera
Jego pierwszy występ w telewizji miał miejsce w 1997 w telenoweli A todo corazon. Po trzech latach nieustannej pracy na planie telenowel, W poszukiwaniu miłości (Enamorada, 1999), Barwy miłości (Hechizo de amor, 2000) i Tak jak w kinie (Como en el cine, 2001-2002), wyjechał z Kolumbii do Hiszpanii. 
W 2007 przeniósł się do Los Angeles i podpisał kontrakt na reklamę bielizny męskiej firmy St. Steven.
Wziął udział w programie Mira quien baila (hiszpański odpowiednik Tańca z gwiazdami, gdzie dotarł do finału, w którym zajął drugie miejsce. 
Znalazł się na liście „Najpiękniejszych mężczyzn świata” magazynu „Cosmopolitan”. 
Sławę zapewnił mu udział w dwóch telenowelach RTI Televisión – Gorzka zemsta (Pasión de Gavilanes, 2003-2004) i Kobieta w lustrze (La Mujer En El Espejo, 2004-2005) z Paolą Andreą Rey.

### Życie prywatne
W 1997 doznał poważnego wypadku, po którym spłonęła połowa jego mięśni twarzy. Od 1997 zamieszkał w Miami. Przez pięć lat (1996-2001) był narzeczonym Gaby Espino, potem romansował z Aną Claudią Talancon, z którą rozstał się po jej wyjeździe do Brazylii. W latach 2004–2010 związany był z kolumbijską modelką Natalią Paris, z którą ożenił się w kwietniu 2009. Jednak w 2010 doszło do rozwodu. W grudniu 2011 poślubił Marię Fernanda Barreto.

## Filmografia

### filmy kinowe
- 2008: El Robo del Futbol jako El Principe

### telenowele i seriale
- 1997: A todo corazón jako "Gato"
- 1999: W poszukiwaniu miłości (Enamorada) jako Ricky
- 2000: Barwy miłości (Hechizo de amor) jako René Castro
- 2001-2002: Tak jak w kinie (Como en el cine) jako Charlie
- 2002: Gata salvaje jako Bruno Villalta
- 2003: Gorzka zemsta (Pasión de gavilanes) jako Óscar Reyes Guerrero
- 2004: Kobieta w lustrze (La mujer en el espejo) jako Marcos Mutti
- 2005: ¿Dónde estás, corazón?
- 2005: Aquí no hay quien viva jako Juan Alfonso
- 2007: La marca del deseo jako Luis Eduardo
- 2009: Sin tetas no hay paraíso  jako Guillermo Mejia
- 2010: Sacrificio de mujer jako Luis Francisco
- 2011: La teacher de inglés  jako Luis Fernando Caicedo
- 2012: Lynch jako Muñoz